# Mini-Jeux du Pacifique de 2017
Navigation
2013 Mata Utu 2022 Saipan
Les Mini-Jeux du Pacifique de 2017 sont la 10e édition de ces jeux. Ils se tiennent à Port-Vila, Vanuatu, du 4 au 15 décembre 2017. C'est la première fois que cet État les accueille. 
Port-Vila est choisie comme ville hôte le 2011 durant le Conseil général des Jeux du Pacifique. les Mini-Jeux qui devaient se dérouler en septembre sont retardés en décembre pour tenir compte des dégâts du cyclone Pam.